# Galaktion Tabidze
Pour les articles homonymes, voir Tabidze.

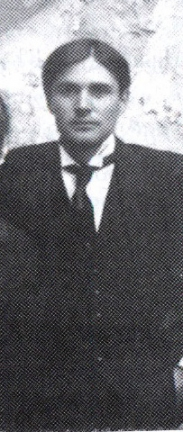
Galaktion Tabidze

Galaktion Tabidze (Galaktioni, en géorgien გალაკტიონ ტაბიძე), né le 17 novembre 1891 et mort le 17 mars 1959, est un poète géorgien.
Son père décéda deux mois avant sa naissance.
Le titre de « poète populaire » lui sera attribué en 1933 par le pouvoir soviétique. Il reçoit également l'ordre de Lénine en 1936 et l'ordre du Drapeau rouge du Travail en 1958.
En 1935 il participe au congrès antifasciste à Paris.
En 1944 il sera élu académicien de l'Académie nationale des sciences de Géorgie.
Il se suicida le 17 mars 1959 en se jetant du troisième étage de la clinique psychiatrique où il était interné. Il est inhumé au Panthéon de Mtatsminda.